# 中国政府叙利亚问题特使列表
中国政府叙利亚问题特使是中华人民共和国政府任命的特使，主要职责为推动叙利亚问题妥善解决。

## 历任特使列表

### 中国政府叙利亚问题特使（2016年至今）
2016年3月，中国政府开始任命中国政府叙利亚问题特使。
| 姓名   | 任命      | 免职       | 外交衔级 | 外交职务 | 备注 | 备注 |
| ------ | --------- | ---------- | -------- | -------- | ---- | ---- |
| 解晓岩 | 2016年3月 | 2021年10月 | 大使     | 特使     |      |      |